# یغگناوان
یغگناوان (به ارمنی: Եղեգնավան) یک شهر در ارمنستان است که در استان آرارات واقع شده‌است. یغگناوان در  کیلومتری شمال آرتاشات، مرکز استان آرارات واقع شده است.

## خصوصیات
یغگناوان ۱٬۳۲۶ نفر جمعیت دارد و در ارتفاع  متر بالاتر از سطح دریا قرار گرفته است.